# Omán en los Juegos Olímpicos de Pekín 2008
Omán estuvo representado en los Juegos Olímpicos de Pekín 2008 por cuatro deportistas, tres hombres y una mujer, que compitieron en tres deportes.
El portador de la bandera en la ceremonia de apertura fue el tirador Dadalá Al-Bulushi. El equipo olímpico omaní no obtuvo ninguna medalla en estos Juegos.